# Долішнє Ботево
Долішнє Бо́тево (болг. Долно Ботево) — село в Хасковській області Болгарії. Входить до складу общини Стамболово.

## Населення
За даними перепису населення 2011 року у селі проживали 316 осіб.
Національний склад населення села:
| Національність   | Кількість осіб | Відсоток |
| ---------------- | -------------- | -------- |
| турки            | 232            | 73,9%    |
| болгари          | 74             | 23,6%    |
| цигани           | 8              | 2,5%     |
| інша             | 0              | 0%       |
| не визначились   | 0              | 0%       |
| Всього відповіли | 314            |          |

Розподіл населення за віком у 2011 році:
Динаміка населення: